# すし石垣
すし 石垣（すし いしがき、本名：石垣 聡志（いしがき さとし）、1974年2月18日 - ）は、埼玉県出身のプロゴルファーである。ゴルフパートナーと所属契約を結んでいる。

## 略歴・人物
日本のプロとしてデビューする前から、アメリカのミニツアーやアジアンツアーで活動していた。その時「Satoshi（さとし）」では正しく発音し難いということから、アジアツアーで活躍のアンディー・和田選手の勧めで「Sushi（すし）石垣」としてエントリー。Sushiという名前には、「すしは日本を代表する食べ物。ぼくも日本だけで終わりたくない」という石垣の心意気がこめられている。1998年に日本ゴルフツアー機構(JGTO)のクォリファイングトーナメントを受験し出場優先順位を獲得、当初は本名で出場。その後ツアーで登録名の変更が議論されたが、2002年に「すし石垣」として日本ツアーでも出場できることになった。
2005年は日本ツアーとアジアンツアーの両ツアーに参戦。9月第3週の「ANAオープン」で、最終日にコースレコードタイの「62」（10アンダー）を出して7位タイに入った。
2006年の日本ツアーにおいて、23試合に出場し約1636万円を獲得。賞金ランキング63位となり初めてシード権を獲得した。以後、2007年、2008年、2009年、2010年（右ひじ故障のため特別保障制度適用）、2011年、2012年とシード権を獲得している。
現在、拠点は夫人の故郷である岡山市に移している。